# Charles Baron Clarke
Pour les articles homonymes, voir Charles Clarke.
Charles Baron Clarke est un botaniste britannique, né le 17 juin 1832 à Andover dans le Hampshire et mort le 25 août 1906.

## Biographie
Il est le fils de Turner Poulter Clarke et d’Elizabeth née Parker. Il étudie au King's College de Londres de 1846 à 1852 puis au Trinity College (Cambridge) de 1852 à 1856 où il obtient sa licence puis un master en 1958, tout en étant assistant de mathématiques au Queen's College. Il s'inscrit à Lincoln's Inn en 1859 et est reçu comme avocat en 1860, profession qu'il n'exercera pas.
Il enseigne les mathématiques au Presidency College de Calcutta, avant de devenir inspecteur des écoles en Inde. Il dirige le jardin botanique indien de 1869 à 1871, en l'absence de Thomas Anderson.
Il rentre définitivement en Angleterre en 1887, et il travaille bénévolement aux jardins botaniques royaux de Kew jusqu'à sa mort en 1906.
Il est élu membre de la Royal Society le 8 juin 1882 et appartient à de nombreuses sociétés savantes, notamment la Linnean Society of London qu'il préside de 1894 à 1896 et la Société géologique de Londres. Il est l’auteur des Commelinaceae (1881) et des Cyrtandrae (1883) dans la série des Monographiae Phanerogamarum Prodromi Nunc continuatio, nunc revisio auctoribus Alphonso et Casimir de Candolle aliis botanis ultra memoratis publiée par Casimir Pyrame de Candolle. Il étudie la flore du Cachemire et de l’Inde.